# Mistrzostwa Europy w Lekkoatletyce 2002
XVIII Mistrzostwa Europy w Lekkoatletyce rozgrywane były w dniach 6-11 sierpnia 2002 w Monachium na Stadionie Olimpijskim. W zawodach startowali zawodnicy z 47 krajów.
Organizator mistrzostw został wybrany jesienią 1997 roku, kontrkandydatami Monachium były Amsterdam i Lozanna. 
Do najważniejszych wydarzeń zawodów należy najlepszy rezultat na świecie Roberta Korzeniowskiego w chodzie na 50 km oraz rekord Europy Pauli Radcliffe w biegu na 10 000 m.
W 2006 zweryfikowane wyniki biegów mężczyzn na 100 m i w sztafecie 4 × 100 m. Pierwotni zwycięzcy Dwain Chambers i sztafeta brytyjska zostali zdyskwalifikowani z powodu dopingu Chambersa.

## Klasyfikacja medalowa
| Klasyfikacja medalowa |                 |   |   |   |       |
| Miejsce               | Państwo         |   |   |   | Razem |
| 1                     | Rosja           | 7 | 9 | 8 | 24    |
| 2                     | Hiszpania       | 6 | 3 | 6 | 15    |
| 3                     | Wielka Brytania | 5 | 2 | 5 | 12    |
| 4                     | Francja         | 4 | 1 | 2 | 7     |
| 5                     | Grecja          | 4 | 0 | 2 | 6     |
| 6                     | Ukraina         | 3 | 3 | 1 | 7     |
| 7                     | Szwecja         | 3 | 1 | 1 | 5     |
| 8                     | Niemcy          | 2 | 9 | 8 | 19    |
| 9                     | Węgry           | 2 | 0 | 2 | 4     |
| 10                    | Polska          | 1 | 2 | 4 | 7     |
| 11                    | Portugalia      | 1 | 1 | 1 | 3     |
| 11=                   | Finlandia       | 1 | 1 | 1 | 3     |
| 13                    | Dania           | 1 | 1 | 0 | 2     |
| 13=                   | Czechy          | 1 | 1 | 0 | 2     |
| 13=                   | Rumunia         | 1 | 1 | 0 | 2     |
| 16                    | Włochy          | 1 | 0 | 3 | 4     |
| 17                    | Izrael          | 1 | 0 | 0 | 1     |
| 17=                   | Słowenia        | 1 | 0 | 0 | 1     |
| 17=                   | Turcja          | 1 | 0 | 0 | 1     |
| 20                    | Estonia         | 0 | 2 | 0 | 2     |
| 20=                   | Belgia          | 0 | 2 | 0 | 2     |
| 20=                   | Irlandia        | 0 | 2 | 0 | 2     |
| 23                    | Szwajcaria      | 0 | 1 | 0 | 1     |
| 23=                   | Łotwa           | 0 | 1 | 0 | 1     |
| 23=                   | Holandia        | 0 | 1 | 0 | 1     |
| 23=                   | Chorwacja       | 0 | 1 | 0 | 1     |
| 23=                   | Litwa           | 0 | 1 | 0 | 1     |
| 28                    | Bułgaria        | 0 | 0 | 1 | 1     |
| 28=                   | Białoruś        | 0 | 0 | 1 | 1     |

## Mężczyźni

### konkurencje biegowe
| konkurencja           | złoto                                                                                  | złoto    | srebro                                                                             | srebro   | brąz                                                                         | brąz     |
| --------------------- | -------------------------------------------------------------------------------------- | -------- | ---------------------------------------------------------------------------------- | -------- | ---------------------------------------------------------------------------- | -------- |
| 100 m                 | Francis Obikwelu · Portugalia                                                          | 10,06    | Darren Campbell · Wielka Brytania                                                  | 10,15    | Roland Németh · Węgry                                                        | 10,27    |
| 200 m                 | Konstandinos Kienderis · Grecja                                                        | 19,85CR  | Francis Obikwelu · Portugalia                                                      | 20,21    | Marlon Devonish · Wielka Brytania                                            | 20,24    |
| 400 m                 | Ingo Schultz · Niemcy                                                                  | 45,14    | David Canal · Hiszpania                                                            | 45,24    | Daniel Caines · Wielka Brytania                                              | 45,28    |
| 800 m                 | Wilson Kipketer · Dania                                                                | 1:47,25  | André Bucher · Szwajcaria                                                          | 1:47,43  | Nils Schumann · Niemcy                                                       | 1:47,60  |
| 1500 m                | Mehdi Baala · Francja                                                                  | 3:45,25  | Reyes Estévez · Hiszpania                                                          | 3:45,25  | Rui Silva · Portugalia                                                       | 3:45,43  |
| 5000 m                | Alberto García · Hiszpania                                                             | 13:39,18 | Ismaïl Sghyr · Francja                                                             | 13:39,81 | Serhij Łebid · Ukraina                                                       | 13:40,00 |
| 10 000 m              | José Manuel Martínez · Hiszpania                                                       | 27:47,65 | Dieter Baumann · Niemcy                                                            | 27:47,87 | José Rios · Hiszpania                                                        | 27:48,29 |
| maraton               | Janne Holmén · Finlandia                                                               | 2:12:14  | Pavel Loskutov · Estonia                                                           | 2:13:18  | Julio Rey · Hiszpania                                                        | 2:13:21  |
| 110 m ppł             | Colin Jackson · Wielka Brytania                                                        | 13,11    | Staņislavs Olijars · Łotwa                                                         | 13,22    | Artur Kohutek · Polska                                                       | 13,32    |
| 400 m ppł             | Stéphane Diagana · Francja                                                             | 47,58    | Jiří Mužík · Czechy                                                                | 48,43    | Paweł Januszewski · Polska                                                   | 48,46    |
| 3000 m z przeszkodami | Antonio Jiménez · Hiszpania                                                            | 8:24,35  | Simon Vroemen · Holandia                                                           | 8:24,45  | Luis Martin · Hiszpania                                                      | 8:24,72  |
| sztafeta 4 x 100 m    | Ukraina · Kostiantyn Wasiukow · Kostiantyn Rurak · Anatolij Dowhal · Ołeksandr Kajdasz | 38,53    | Polska · Ryszard Pilarczyk · Łukasz Chyła · Marcin Nowak · Marcin Urbaś            | 38,71    | Niemcy · Ronny Ostwald · Marc Blume · Alexander Kosenkow · Christian Schacht | 38,88    |
| sztafeta 4 x 400 m    | Wielka Brytania · Jared Deacon · Matt Elias · Jamie Baulch · Daniel Caines             | 3:01,25  | Rosja · Oleg Miszczukow · Andriej Semionow · Rusłan Maszczenko · Jurij Borżakowski | 3:02,34  | Francja · Leslie Djhone · Ahmed Douhou · Naman Keita · Ibrahima Wade         | 3:02,76  |
| chód 20 km            | Francisco Javier Fernández · Hiszpania                                                 | 1:18:37  | Władimir Andriejew · Rosja                                                         | 1:19:56  | Juan Manuel Molina · Hiszpania                                               | 1:20:36  |
| chód 50 km            | Robert Korzeniowski · Polska                                                           | 3:36:39  | Aleksiej Wojewodin · Rosja                                                         | 3:40:16  | Jesús Ángel García · Hiszpania                                               | 3:44:33  |

### konkurencje techniczne
| konkurencja    | złoto                           | złoto    | srebro                       | srebro | brąz                               | brąz  |
| -------------- | ------------------------------- | -------- | ---------------------------- | ------ | ---------------------------------- | ----- |
| skok w dal     | Ołeksij Łukaszewycz · Ukraina   | 8,08     | Siniša Ergotić · Chorwacja   | 8,00   | Yago Lamela · Hiszpania            | 7,99  |
| trójskok       | Christian Olsson · Szwecja      | 17,53    | Charles Friedek · Niemcy     | 17,33  | Jonathan Edwards · Wielka Brytania | 17,32 |
| skok wzwyż     | Jarosław Rybakow · Rosja        | 2,31     | Stefan Holm · Szwecja        | 2,29   | Staffan Strand · Szwecja           | 2,27  |
| skok o tyczce  | Aleksandr Awerbuch · Izrael     | 5,85     | Lars Börgeling · Niemcy      | 5,80   | Tim Lobinger · Niemcy              | 5,80  |
| rzut oszczepem | Steve Backley · Wielka Brytania | 88,54    | Siergiej Makarow · Rosja     | 88,05  | Boris Henry · Niemcy               | 85,33 |
| rzut dyskiem   | Róbert Fazekas · Węgry          | 68,83 CR | Virgilijus Alekna · Litwa    | 66,62  | Michael Möllenbeck · Niemcy        | 66,37 |
| rzut młotem    | Adrián Annus · Węgry            | 81,17    | Władysław Piskunow · Ukraina | 80,39  | Alexandros Papadimitriou · Grecja  | 80,21 |
| pchnięcie kulą | Jurij Biłonoh · Ukraina         | 21,37    | Joachim Olsen · Dania        | 21,16  | Ralf Bartels · Niemcy              | 20,57 |
| dziesięciobój  | Roman Šebrle · Czechy           | 8800     | Erki Nool · Estonia          | 8438   | Lew Łobodin · Rosja                | 8390  |

## Kobiety

### konkurencje biegowe
| konkurencja        | złoto                                                                       | złoto       | srebro                                                                              | srebro   | brąz                                                                                | brąz     |
| ------------------ | --------------------------------------------------------------------------- | ----------- | ----------------------------------------------------------------------------------- | -------- | ----------------------------------------------------------------------------------- | -------- |
| 100 m              | Ekaterini Tanu · Grecja                                                     | 11,10       | Kim Gevaert · Belgia                                                                | 11,22    | Manuela Levorato · Włochy                                                           | 11,23    |
| 200 m              | Muriel Hurtis · Francja                                                     | 22,43       | Kim Gevaert · Belgia                                                                | 22,53    | Manuela Levorato · Włochy                                                           | 22,75    |
| 400 m              | Olesia Zykina · Rosja                                                       | 50,45       | Grit Breuer · Niemcy                                                                | 50,70    | Lee McConnell · Wielka Brytania                                                     | 51,02    |
| 800 m              | Jolanda Čeplak · Słowenia                                                   | 1:57,65     | Mayte Martínez · Hiszpania                                                          | 1:58,86  | Kelly Holmes · Wielka Brytania                                                      | 1:59,83  |
| 1500 m             | Süreyya Ayhan · Turcja                                                      | 3:58,79     | Gabriela Szabó · Rumunia                                                            | 3:58,81  | Tatjana Tomaszowa · Rosja                                                           | 4:01,28  |
| 5000 m             | Marta Domínguez · Hiszpania                                                 | 15:14,76    | Sonia O’Sullivan · Irlandia                                                         | 15:14,85 | Jelena Zadorożna · Rosja                                                            | 15:15,22 |
| 10 000 m           | Paula Radcliffe · Wielka Brytania                                           | 30:01,09 ER | Sonia O’Sullivan · Irlandia                                                         | 30:47,59 | Ludmiła Biktaszczewa · Rosja                                                        | 31:04,00 |
| maraton            | Maria Guida · Włochy                                                        | 2:26:05     | Luminita Zaituc · Niemcy                                                            | 2:26:58  | Sonja Oberem · Niemcy                                                               | 2:28:45  |
| 100 m ppł          | Glory Alozie · Hiszpania                                                    | 12,73       | Ołena Krasowśka · Ukraina                                                           | 12,88    | Jana Kasowa · Bułgaria                                                              | 12,91    |
| 400 m ppł          | Ionela Târlea · Rumunia                                                     | 54,95       | Heike Meißner · Niemcy                                                              | 55,89    | Anna Olichwierczuk · Polska                                                         | 56,18    |
| sztafeta 4 x 100 m | Francja · Delphine Combe · Muriel Hurtis · Sylviane Félix · Odiah Sidibé    | 42,46       | Niemcy · Melanie Paschke · Gabi Rockmeier · Sina Schielke · Marion Wagner           | 42,54    | Rosja · Natalia Ignatowa · Julija Tabakowa · Irina Chabarowa · Łarisa Krugłowa      | 43,11    |
| sztafeta 4 x 400 m | Niemcy · Florence Ekpo-Umoh · Birgit Rockmeier · Claudia Marx · Grit Breuer | 3:25,10     | Rosja · Natalia Antiuch · Natalja Nazarowa · Anastasija Kapaczinska · Olesia Zykina | 3:25,59  | Polska · Zuzanna Radecka · Małgorzata Pskit · Grażyna Prokopek · Anna Olichwierczuk | 3:26,65  |
| chód 20 km         | Olimpiada Iwanowa · Rosja                                                   | 1:26:42 CR  | Jelena Nikołajewa · Rosja                                                           | 1:28:20  | Erica Alfridi · Włochy                                                              | 1:28:33  |

### konkurencje techniczne
| konkurencja    | złoto                          | złoto    | srebro                         | srebro | brąz                          | brąz  |
| -------------- | ------------------------------ | -------- | ------------------------------ | ------ | ----------------------------- | ----- |
| skok w dal     | Tatjana Kotowa · Rosja         | 6,85     | Jade Johnson · Wielka Brytania | 6,73   | Tünde Vaszi · Węgry           | 6,73  |
| trójskok       | Ashia Hansen · Wielka Brytania | 15,00    | Heli Koivula · Finlandia       | 14,83  | Jelena Olejnikowa · Rosja     | 14,54 |
| skok wzwyż     | Kajsa Bergqvist · Szwecja      | 1,98     | Marina Kupcowa · Rosja         | 1,92   | Olga Kaliturina · Rosja       | 1,89  |
| skok o tyczce  | Swietłana Fieofanowa · Rosja   | 4,60     | Jelena Isinbajewa · Rosja      | 4,55   | Yvonne Buschbaum · Niemcy     | 4,50  |
| rzut oszczepem | Mirela Maniani · Grecja        | 67,47 CR | Steffi Nerius · Niemcy         | 64,09  | Mikaela Ingberg · Finlandia   | 63,50 |
| rzut dyskiem   | Ekaterini Vogoli · Grecja      | 64,31    | Natalja Sadowa · Rosja         | 64,12  | Anastasia Kielesidu · Grecja  | 63,92 |
| rzut młotem    | Olga Kuzienkowa · Rosja        | 72,94 CR | Kamila Skolimowska · Polska    | 72,46  | Manuela Montebrun · Francja   | 72,04 |
| pchnięcie kulą | Irina Korżanienko · Rosja      | 20,64    | Wita Pawłysz · Ukraina         | 20,02  | Swietłana Kriwiełowa · Rosja  | 19,56 |
| siedmiobój     | Carolina Klüft · Szwecja       | 6542WJR  | Sabine Braun · Niemcy          | 6434   | Natalla Sazanowicz · Białoruś | 6341  |

## Objaśnienia skrótów
WR – rekord świata
ER – rekord Europy
CR – rekord mistrzostw Europy
WJR – rekord świata juniorów